# Иокто-
Иокто- (русское обозначение: и; международное: y) — дольная приставка в Международной системе единиц (СИ), означающая множитель 10−24 или 0,000 000 000 000 000 000 000 001. Употребляется вместе с метрическими и некоторыми другими единицами измерения. В качестве приставки СИ принята XIX Генеральной конференцией по мерам и весам в 1991 году. Обозначение приставки ставится перед обозначением единицы измерения, например: иоктосекунда — ис, ys.

## Происхождение
Название происходит от греческого οκτώ, означающего восемь, поскольку равна 1/10008. До 2022 года иокто- являлась наименьшей принятой дольной приставкой в СИ, в 2022 году появились приставки, делящие на 1027 и на 1030.

## Примеры

### В физике
Можно применять для измерения массы субатомных частиц, например:
- Масса покоя электрона: 0,000911 иг;
- Масса покоя протона: 1,6726 иг;
- Масса покоя нейтрона: 1,6749 иг.
- Период полураспада водорода-7: 23 ис.

Время существования глазмы — несколько иоктосекунд, а кварк-глюонной плазмы — десятки иоктосекунд.